# Upplands runinskrifter Fv1972;274A
Upplands runinskrifter Fv1972;274A är ett vikingatida runstensfragment av sandsten funnet vid Össeby kyrkoruin, Össeby-Garns socken och Vallentuna kommun. Fragmentets mått är 42 x 23 x 5 centimeter. Runhöjden är 6,5 centimeter. Fragmentet förvaras på SHM.

## Inskriften
Translitterering av runraden:
...-t : far...
Normalisering till runsvenska:
... ...